# غابرييل كارتيرس
غابرييل آن كارتريس (من مواليد 2 يناير 1961) هي ممثلة وزعيمة نقابية أمريكية. كان دورها الأكثر شهرة هو أندريا زوكرمان خلال المواسم الأولى من المسلسل التلفزيوني بيفرلي هيلز في التسعينيات، 90210.
في عام 2012، تم انتخاب كارتيريس نائبة الرئيس التنفيذي لـ SAG-AFTRA، وهي نقابة تمثل أكثر من 100000 ممثل وغيرهم من المهنيين بشكل رئيسي في الولايات المتحدة. تولت منصب القائم بأعمال رئيس الاتحاد بعد وفاة الرئيس السابق، كين هوارد، في 23 مارس 2016. في 9 أبريل 2016، تم انتخاب كارتريس رئيسةً لـ SAG-AFTRA من قبل المجلس الوطني ليخدم ما تبقى من فترة هوارد. أعيد انتخابها للمنصب في أغسطس 2017 وأغسطس 2019 بتصويت كامل العضوية.

## السنوات المبكرة
ولدت كارتريس في سكوتسديل، أريزونا، لمارلين، سمسار عقارات، وإرنست ج.كارتيريس، صاحب مطعم.
  لديها شقيق توأم، جيمس.  كان والدها من أصل يوناني بينما والدتها يهودية. انفصل والداها بعد ستة أشهر من ولادتها. انتقلت والدة كارتيريس مع أطفالها إلى سان فرانسيسكو، كاليفورنيا، حيث أنشأت متجرًا لملابس الأطفال. أثناء التحاقها بمدرسة ريدوود الثانوية في لاركسبور، كاليفورنيا، اهتمت بالفنون، ودراسة الباليه والأداء كتمثيل صوتي في جولة أوروبية، في سن 16 عامًا. تخرجت من كلية سارة لورانس عام 1983 بدرجة البكالوريوس في الفنون الحرة.

## حياة مهنية
بعد تخرجها من كلية سارة لورانس، وجدت مهنتها التلفزيونية المبكرة لكارتيريس أنها عادة ما تكون مراهقة في أجرة مثل ABC Afterschool Specials ، و CBS Schoolbreak Special ، والمسلسل التلفزيوني الطويل الأمد Another World.
سيستمر هذا الاتجاه في اللعب بشكل أصغر بشكل ملحوظ عندما، في عام 1990، ألقيت كارتيريس في دورها الأكثر شهرة كمحررة صحيفة المدرسة المبتذلة أندريا زوكرمان في بيفرلي هيلز، 90210. في سن 29، كانت أكبر عضوة في فريق التمثيل تصور 15 عامًا.
بحلول عام 1993، أثناء العمل في المعرض، وقعت شركتها GABCO Productions صفقة مع Rysher TPE.
تركت كارتيريس المسلسل عام 1995 وأصبحت مقدمة برنامجها الحواري التلفزيوني بعنوان Gabrielle والذي استمر موسمًا واحدًا فقط. عملت بانتظام كممثلة وفنانة تعليق صوتي، حيث جمعت قدرًا كبيرًا من رصيد ما بعد 90210 في التلفزيون والأفلام وألعاب الفيديو. لقد أصبحت دعامة أساسية في دائرة الأفلام المصممة للتلفزيون، حيث لعبت دور البطولة في ما يقرب من اثني عشر فيلمًا من هذا القبيل. صدر أول فيلم لها، Seduced and Betrayed ، في عام 1995. وأصبحت فيما بعد حضورا منتظما على شبكة التلفزيون، وظهرت في حلقات من مسلسل تلفزيوني مثل Touched by an Angel ، King of the Hill ، NYPD Blue ، JAG ، Criminal Minds ، و N.C.I.S. من بين أمور أخرى. ظهرت في عدة أفلام طويلة. قدم كارتريس صوت مساعد موتورولا الذكي «ميا».

## SAG-AFTRA
أصبحت كارتيريس نائبة الرئيس التنفيذي لـ SAG-AFTRA، بعد اندماج نقابة ممثلي الشاشة (SAG) والاتحاد الأمريكي لفناني الراديو والتلفزيون (AFTRA)، في عام 2012. أصبحت رئيسة الاتحاد بالنيابة، بعد وفاة الرئيس كين هوارد، في 23 مارس 2016،  وانتُخبت رئيسةً في 9 أبريل 2016، من قبل المجلس الوطني للنقابة لإكمال الفترة المتبقية لهوارد من عامين. اعتبارًا من عام 2020، أصبحت الآن في فترة الولاية الثالثة لمدة عامين كرئيسة بعد هزيمة منافسين مثل Esai Morales في عام 2017 وماثيو مودين في عام 2019 عن طريق التصويت المباشر من خلال عضوية النقابة. كما أنها تشغل منصب نائب رئيس اتحاد العمال بكاليفورنيا.  في أغسطس 2020، أعلنت أنه ستكون هناك تخفيضات حادة بما في ذلك زيادة في الحد الأدنى للأرباح للتأهل لخطة SAG-AFTRA الصحية للعام المقبل بسبب عامين متتاليين من العجز والخسائر المتوقعة في السنوات القادمة. لم يسع كارتيريس لإعادة انتخابها في عام 2021، ودعمًا لفران دريشر كخليفة لها بدلاً من ذلك.

## الحياة الشخصية
أثناء تصوير طيار بيفرلي هيلز، 90210، بدأت كارتيريس في مواعدة تشارلز اسحاق، سمسار البورصة. في عام 1991، انتقل إسحاق إلى لوس أنجلوس ليكون معها. بعد عامين معًا، تزوجا في 3 مايو 1992 في منتجع فور سيزونز سانتا باربرا. لدى كارتيريس وإيزاك ابنتان تدعى كيلسي روز (ولدت في 11 مايو 1994) ومولي إليزابيث (ولدت في 8 فبراير 1999).

## فيلموغرافيا

### فيلم
| السنة | العنوان          | الدور              | ملاحظات |
| ----- | ---------------- | ------------------ | ------- |
| 1989  | كلية جاكنيف      | فتاة جامعية في بار |         |
| 1992  | رفع قابيل        | نان                |         |
| 1997  | قابل والي سباركس | نفسها              |         |
| 2001  | دائرة كاملة      | اليس               |         |
| 2001  | سوء التصرف       | إلين روبرتسون      |         |
| 2005  | لعبة المحارب     | (صوت)              |         |
| 2007  | قطعة 7           | ايمي مكارثي        |         |
| 2008  | غمازات           | شارون              |         |
| 2009  | مطبعة            | كاثي               |         |
| 2020  | كيفية قطع السارق | شارلوت             |         |

#### البرامج التلفزيونية
| السنة                | العنوان                                | الدور                                 | ملاحظات                                                             |
| -------------------- | -------------------------------------- | ------------------------------------- | ------------------------------------------------------------------- |
| 1987                 | CBSاستراحة المدرسة الخاصة              | نانسي                                 | الحلقة: "ماذا لو كنت مثلي؟"                                         |
| 1987                 | ABC بعد المدرسة الخاصة                 | ليزلي                                 | الحلقة: "الاختلافات الموسمية"                                       |
| 1988                 | ABC بعد المدرسة الخاصة                 | سيسيل                                 | الحلقة: "تاريخ الاغتصاب"                                            |
| 1988                 | عالم اخر                               | تريسي جوليان                          |                                                                     |
| 1990–1996 1998, 2000 | بيفرلي هيلز 90210                      | أندريا زوكرمان                        | 145 حلقة الدور الرئيسي (المواسم 1-5) دور الضيف (المواسم 6 و 8 و 10) |
| 1994                 | الكراغل                                | ايمي شومر (صوت)                       | الحلقة: "والعدالة للجميع"                                           |
| 1995                 | مغوي ومخدوع                            | شيريل هيلر                            | فيلم تلفزيوني                                                       |
| 1995                 | بركات مختلطة                           | ديانا جود دوجلاس                      | فيلم تلفزيوني                                                       |
| 1996                 | لمواجهة ماضيها                         | ميغان هولاندر                         | فيلم تلفزيوني                                                       |
| 1996                 | ممسوس من قبل الملاك                    | أبريل كامبل                           | الحلقة: "صورة السيدة كامبل"                                         |
| 1997                 | جوني برافو                             | مختلف (صوت)                           | حلقتين                                                              |
| 1998                 | ممسوس من قبل الملاك                    | ليندا كريج                            | الحلقة: "الزناد"                                                    |
| 1998                 | قارب الحب: الموجة التالية              | بريندا                                | حلقة: "كل شيء جاهز"                                                 |
| 1999                 | ملك التل                               | جولي / ريتا بيفاكوا (صوت)             | الحلقة: "أخرجني من لعبة الكرة"                                      |
| 1999                 | الرجل الكبير والصبي روبو               | الدكتورة إريكا سليت                   |                                                                     |
| 2000                 | باتمان بيوند                           | سابل ثورب (صوت)                       | الحلقة: "فدية الملك"                                                |
| 2001                 | طب قوي                                 | فريدي جوسلينج                         | الحلقة: "الوفيات"                                                   |
| 2001                 | JAG                                    | ميشيل ستويتشلر                        | الحلقة: "رسائل مختلطة"                                              |
| 2002                 | محاصرون: مدفون حيا                     | إيميلي كوبر                           | فيلم تلفزيوني                                                       |
| 2002                 | إن واي بي دي بلو، شرطة نيويورك الزرقاء | ملكة جمال جريفين                      | حلقة:"ضربة منخفضة"                                                  |
| 2002                 | للشعب                                  | تريسي سميث                            | حلقة:"كتاب مثالي"                                                   |
| 2003                 | وكالة                                  | السيدة عقيل                           | الحلقة: "حادثة معزولة"                                              |
| 2003                 | المومياء: سلسلة الرسوم المتحركة        | جين شيرمان (صوت)                      | الحلقة: "الأصدقاء القدامى"                                          |
| 2003                 | نيب/تك                                 | ايلي كولينز                           | الحلقة: "كورت ديمبسي"                                               |
| 2004                 | الإحتراق                               | لوري هاربر                            | فيلم تلفزيوني                                                       |
| 2005                 | بالميتو بوينت                          | السيدة جونز                           | حلقة:"مرحبا، وداعا"                                                 |
| 2005                 | انتقام الحبيب                          | ديت. سباركس                           | فيلم تلفزيوني                                                       |
| 2005                 | عبر جوردان (مسلسل)                     | داون ماكجواير                         | الحلقة: "التنوير"                                                   |
| 2005                 | تزين القاعات                           | هولي هال                              | فيلم تلفزيوني                                                       |
| 2006                 | دريك أند جوش                           | دكتور فيليس تابر                      | حلقة:"عرض دكتور فيليس"                                              |
| 2006                 | آفاتار: أسطورة أنج                     | بوبي بيفونق (صوت)                     | حلقة:"اللص الأعمى"                                                  |
| 2006                 | الزوجات الذين نسيهم                    | ممثلة على شاشة التلفزيون (غير معتمدة) | فيلم تلفزيوني                                                       |
| 2008                 | منعطف دان للحياة                       | سيندي فورد                            | فيلم تلفزيوني                                                       |
| 2008                 | ذريعة بلدي                             | المدير تاكرمان                        | 14 حلقة الدور الرئيسي (الموسم 1)                                    |
| 2010                 | عقول إجرامية                           | نانسي كامبل                           | الحلقة: "الرجل الانفرادي"                                           |
| 2011                 | الحدث                                  | ديان جيلر                             | حلقة:"تحول" الحلقة: "عودة رسالة"                                    |
| 2011                 | افعلها او اتركها                       | طبيبة                                 | الحلقة: "قداس لحلم"                                                 |
| 2011                 | باتمان الجرأة والشجاعة                 | فيكي فالي (صوت) لاثوين (صوت)          | الحلقة: "معركة الأبطال الخارقين!" الحلقة: "سيف الذرة!"              |
| 2011                 | 12 تمنيات عيد الميلاد                  | ساندرا                                | فيلم تلفزيوني                                                       |
| 2013                 | ذا ميدل                                | كولين                                 | الحلقة: "الصديق"                                                    |
| 2013                 | لونغماير                               | باربرا بولمان                         | الحلقة: "انتهت الحفلة"                                              |
| 2015                 | كود بلاك                               | الممرضة ايمي وولفويتز                 | الدور المتكرر (الموسم 1)                                            |
| 2016                 | مذكرة الانتحار                         |                                       | فيلم تلفزيوني                                                       |
| 2018                 | إن سي آي إس                            | جولي بيل                              | الحلقة: الروابط العائلية                                            |
| 2019                 | BH90210                                | نفسها / أندريا زوكرمان                | منتج مشارك                                                          |

##### العاب إلكترونية
| السنة | العنوان                             | الدور                           | ملاحظات |
| ----- | ----------------------------------- | ------------------------------- | ------- |
| 2002  | لا بوسيل: التكتيكات                 | انجيليك                         |         |
| 2002  | العوالم المنسية: آيسويند ديل الثاني |                                 |         |
| 2002  | مينوريتي ريبورت: إيفري بادي رانز    | أجاثا ليفلي                     |         |
| 2003  | ارك ذا لاد: تويلايت أف ذا سبريتس    | نافيا                           |         |
| 2004  | يصرخون عن الأفلام                   | تعليق الصوتي                    |         |
| 2006  | مارفل: التحالف النهائي              | الكترا ناتشيوس/انشانتريس        |         |
| 2007  | الرجل العنكبوت 3                    | أصوات إضافية                    |         |
| 2009  | بيونيك كوماندو                      | جاين ماج المجدلية /مشغل الراديو |         |